# Tetramorium strictum
Tetramorium strictum är en myrart som beskrevs av Bolton 1977. Tetramorium strictum ingår i släktet Tetramorium och familjen myror. Inga underarter finns listade i Catalogue of Life.